# Global Deejays
Global Deejays – austriackie trio dance, w którego skład wchodzi: DJ Taylor (Konrad Schreyvogl), DJ Mikkel (Mikkel Christensen), Flow (Florian Schreyvogl) i Marie Geidel. Ich pierwsze trzy single były dużymi hitami w Europie, szczególnie w Rosji utwór The Sound of San Francisco remiks piosenki z 1967 (The Summer of Love) San Francisco (Be Sure To Wear Flowers In Your Hair) zaśpiewany przez Scotta McKenzie.
W 2005 wygrali MTV Award i Eska.

## Dyskografia

### Albumy
- 2005 Network

### Single
| Rok  | Tytuł                                                  | Austria | Niemcy | Szwajcaria | Rosja | Hiszpania | Ukraina | Francja | Brazylia | Kanada | World Trance Charts | US Hot Dance Play |
| ---- | ------------------------------------------------------ | ------- | ------ | ---------- | ----- | --------- | ------- | ------- | -------- | ------ | ------------------- | ----------------- |
| 2004 | "The Sound of San Francisco"                           | 4       | 3      | 25         | 1     | 1         | 1       | 18      | 3        | 3      | 29                  | 5                 |
| 2005 | "What A Feeling (Flashdance)"                          | 14      | 16     | 45         | 9     | 1         | 10      | 18      | -        | -      | 1                   | 5                 |
| 2006 | "Don't Stop (Me Now)"                                  | -       | -      | -          | -     | -         | -       | -       | -        | -      | -                   | -                 |
| 2006 | "Stars on 45"                                          | -       | 12     | -          | 49    | 8         | -       | -       | -        | -      | -                   | -                 |
| 2006 | "Mr Funk"                                              | -       | -      | -          | 115   | -         | -       | -       | -        | -      | -                   | -                 |
| 2007 | "Get Up (Before The Night Is Over)" (vs. Technotronic) | -       | -      | -          | 1     | -         | -       | -       | -        | -      | -                   | -                 |
| 2007 | "Zelenoglazoe Taxi" (single)                           | -       | -      | -          | -     | -         | -       | -       | -        | -      | -                   | -                 |
| 2009 | "Everybody's Free" (feat. Rozalla)                     | -       | -      | -          | -     | -         | -       | -       | -        | -      | -                   | -                 |
| 2012 | Hardcore Vibes                                         | -       | -      | -          | -     | -         | -       | -       | -        | -      | -                   | -                 |
| 2013 | Kids                                                   | -       | -      | -          | -     | -         | -       | -       | -        | -      | -                   | -                 |

### Nieoficjalne Remiksy
- "Danzel - You Are All of That"
- "American Pie"
- "In The Name of Love (Introducing Jet Set)"
- "Technotronic - Pump Up The Jam"
- "Survivor-Eye of a tiger"